# Condensare aldolică
Condensarea aldolică este un tip de reacție de condensare organică în care are loc reacția unui intermediar enolic sau a unui anion enolat cu un compus carbonilic, cu formarea unei β-hidroxialdehide sau β-hidroxicetone. 
Condensarea aldolică poate continua cu o reacție de deshidratare prin care se obțin compușii nesaturați corespunzători (în trecut această etapă era cunoscută sub numele de condensare crotonică).

## Mecanism
Prima parte a acestei reacții este o reacție de adiție nucleofilă, iar cea de-a doua etapă este o reacție de eliminare prin deshidratare (eliminare de apă). Produsul de adiție se poate deshidrata în două moduri, depinzând de catalizatorul folosit. Când se folosesc baze tari precum terț-butoxidul de potasiu, hidroxidul de potasiu sau hidrura de sodiu, mecanismul evoluează prin intermediul unui anion enolat. Dacă în schimb se folosesc catalizatori acizi, în mecanism intervine un intermediar enol. Condensarea aldolică poate să aibă loc în diferite condiții de reacție, în funcție de produsul la care se dorește să se ajungă, și de obicei se intervine prin control cinetic sau prin control termodinamic.
 :
| Animation zum basenkat. Reaktionsmechanismus der Aldolkondensation | Animation zum säurekat. Reaktionsmechanismus der Aldolkondensation |
| cataliza bazică                                                    | cataliza acidă                                                     |